# Isoperla fukushimensis
Isoperla fukushimensis is een steenvlieg uit de familie Perlodidae. De wetenschappelijke naam van de soort is voor het eerst geldig gepubliceerd in 1953 door Kohno.